# Бернардо Росселліно
Бернардо Росселліно (італ. Bernardo Rossellino, справжнє ім'я Bernardo di Matteo Gamberelli, 1409–1464) — італійський скульптор і архітектор першої половини XV ст., послідовник Альберті. Брат скульптора Антоніо Росселіно.

## Життєпис. Ранні роки
Не всі сторінки життя митця достеменно відомі. Лише останні розшуки в архівах дозволили якось прояснити його ранні роки. Він походить з родини фермерів і володарів кам'яних кар'єрів у гірському селищі Сеттіньяно, неподалік річки Арно і долини з краєвидом на місто Флоренція. Це і вплинуло на майбутній фах Бернардо і сприяло його кар'єрі скульптора і архітектора. Родич Бернардо, дядько Якопо ді Доменіко ді Лука дель Борра Гамбереллі, мав відношення до створення рельєфів, декоративних оздоблень з каменю. Логічно, що він і надав небожу перші навички праці з каменем. У сім'ї, окрім Бернардо, були також брати Антоніо та Джованні. Невеликі скульптури робили і в інших ремісничих родинах Сеттіньяно.

## У Флоренції і в Ареццо

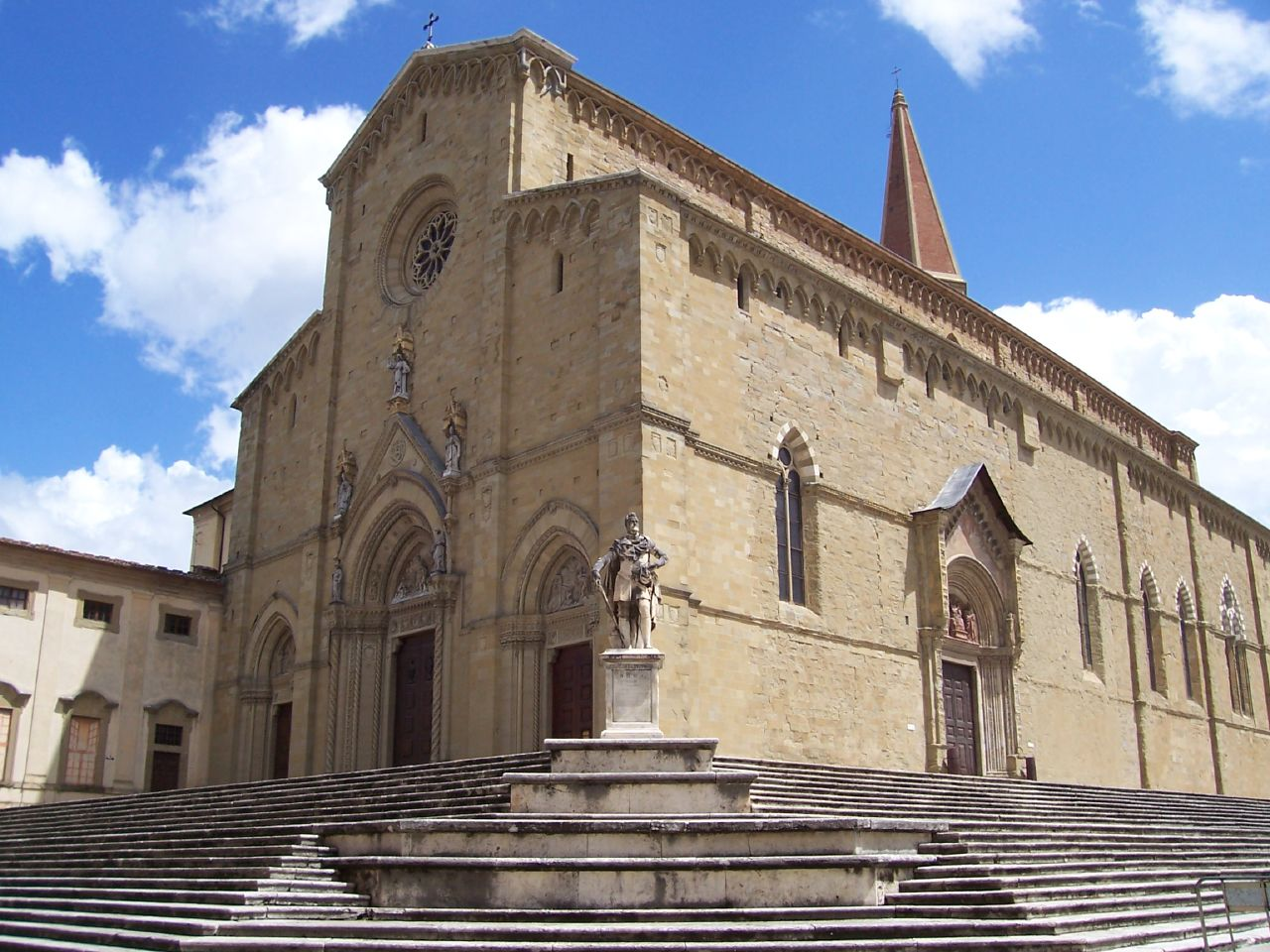
Катедральний собор в Ареццо.

За припущеннями, Бернардо юнаком перебрався у Флоренцію і, можливо, був учнем у майстерні скульптора Нанні ді Бартоло. Але документів щодо вступу Бернардо до цеху каменярів і скульпторів Флоренції нема або не збережено. На хвилі моди на все античне, Бернардо розділив тогочасні захоплення, що зробило його послідовником реформаторів флорентійського мистецтва, серед яких — Мазаччо, Донателло, Філіппо Брунеллескі, Лоренцо Гіберті.
1433 року — він у містечку Ареццо, де працював над фасадом Санта Марія делла Мізерікордія. Перший поверх споруди був ще цілком «готичним» (тобто середньовічним), Бернардо працював над другим поверхом. Можливо, з часів перебування у Флоренції і Ареццо він і отримав прізвисько Роселліно — «Руденький». Аби якось прожити, брався як за скульптурні, так і архітектурні роботи. Як архітектор, мав відношення до створення відкритого внутрішнього дворика при церкві Санта Кроче.

## Знайомство з Альберті
1439 року він придбав будинок неподалік церкви Санта Кроче і оселився у Флоренції. Працює будівельником при соборі міста і на будівництві Виховного будинку для покинутих позашлюбних дітей. Це будівництво тривало з 1419 до 1445 року. 1446 роком датують його зустріч і знайомство з ключовою фігурою доби — Альберті Леоном-Баттіста. Той спроектував палац для банкіра Ручеллаї. Спілкування з Альберті, будівництво палацу Ручеллаї стали поворотними подіями в житті Бернардо Роселліно. Він навернувся до архітектурної практики.

## У Римі

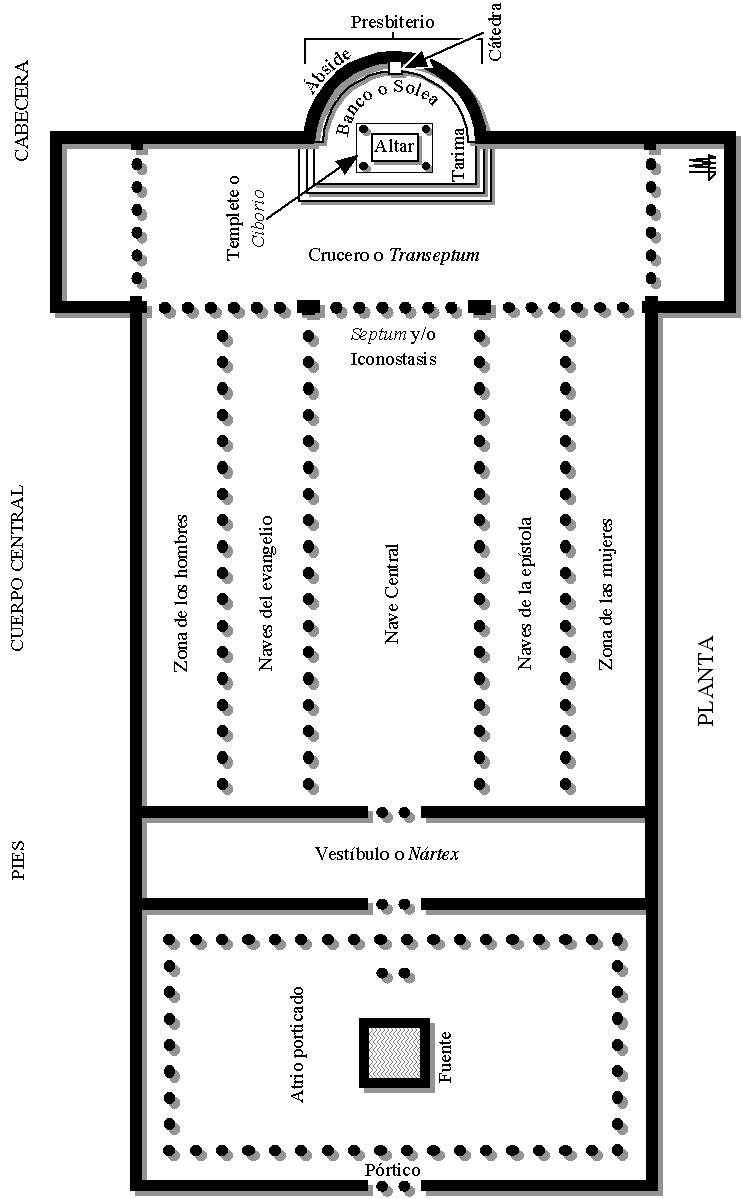
Приблизний план собору Св. Петра часів Миколая V.

Престол папи римського, несподівано для багатьох, посів 1447 року Миколай V (Томазо Парентучеллі), гуманіст, прихильник мистецтв і покровитель Альберті. З ініціативи Альберті в Рим викликали і Бернардо Росселліно. У Римі папа започаткував чергову реконструкцію собору Св. Петра і споруд поблизу Мавзолею римського імператора Адріана, що став замком Святого Янгола.
За планами папи, тодішній собор належало збільшити за рахунок східної частини, не чіпаючи стару базиліку і відкритий двір перед її західним фасадом. За проектом, розробленим архітекторами, вівтарну частину розбирали, план базиліки ускладнювали новим трансептом і значним хором. Утворене середхрестя собору планували перекрити куполом. Бернардо Росселліно прибув у Рим 1451 року, а 1455 року — папа римський Миколай V помер. Після смерті папи плани реконструкції собору призупинили. Після виконання незначних завдань у Римі, Бернардо Роселліно покинув папську столицю.

## Перебудова містечка П'єнца

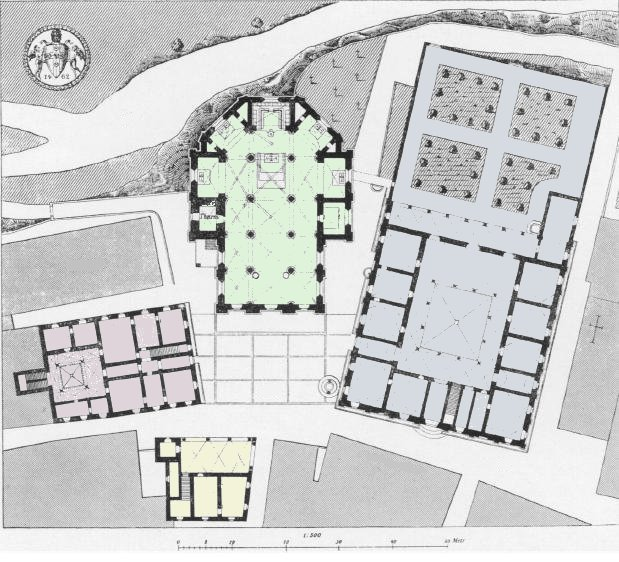
арх. Б. Росселліно. Місто П'єнца, план центру.

Про архітектора не забули. Коли престол папи посів Пій II, Бернардо Роселліно отримав замову на побудову центру міста Корсіньяно, звідки папа був родом. Провінційне містечко і покровительство папи надало архітекторові рідкісну можливість не добудовувати чужу споруду, не створити одну, окрему будівлю, нехай і унікальну, а справжній ансамбль — центр міста. До комплексу споруд увійшли:
- палац родини Пікколоміні, до якої належав папа
- головний собор міста
- мерія (палаццо Коммуналє)
- палац місцевого єпископа.

Архітектор поєднав всі головні споруди міста Корсіньяно навколо трапеції головної площі. Бічні сторони вулиць створювали величні мури палацу Пікколоміні, палац місцевого єпископа і мерія. Головували собор і палац Пікколоміні. Перспективи вулиць створювали композицію, відому дослідникам з пізніх театральних декорацій. Пам'яткою доби, таким чином, ставала не окрема, нехай і унікальна, споруда, а ціле невелике місто, яке перейменували на П'єнца. Наприкінці життя Бернардо Роселліно став єдиним італійським архітектором, якому обставини першому дозволили частково реалізувати ідею ідеального міста в Італії.

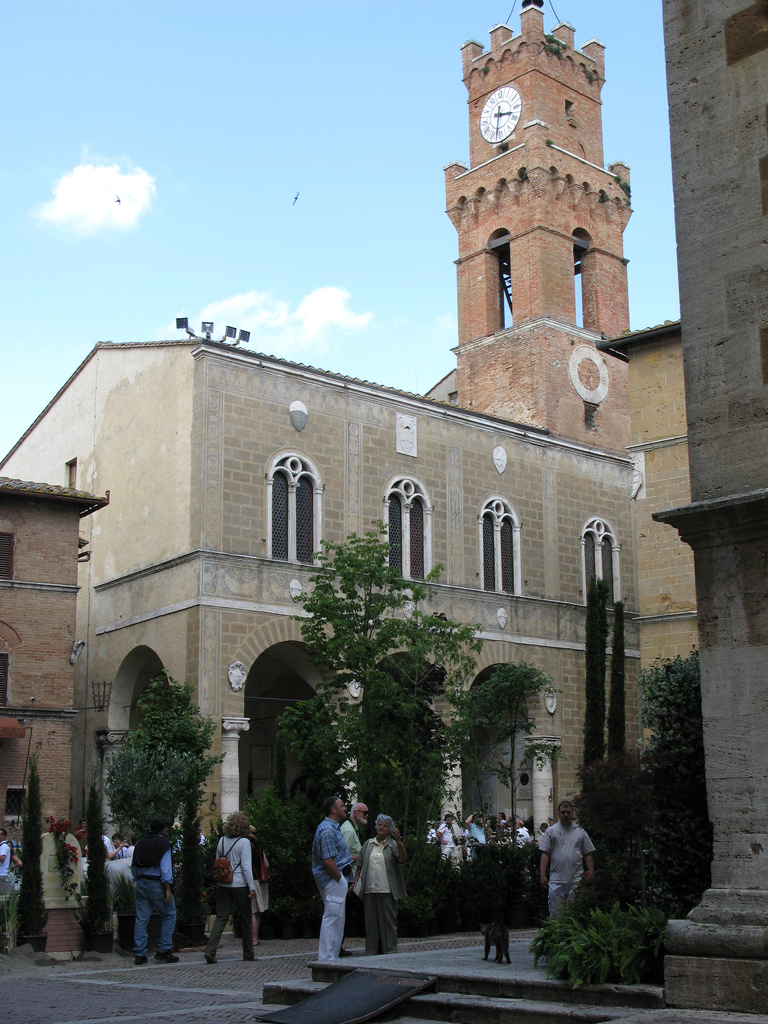
Мерія П'єнци
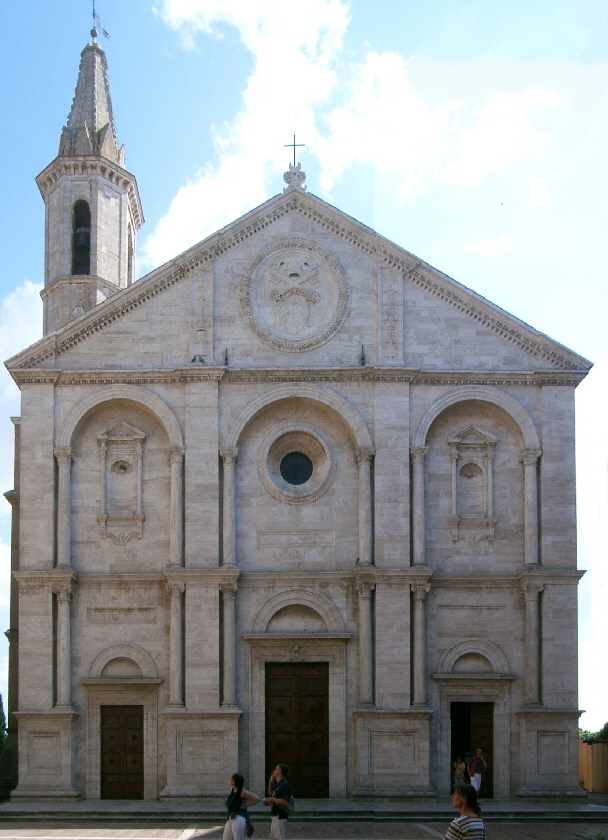
Головний фасад собору
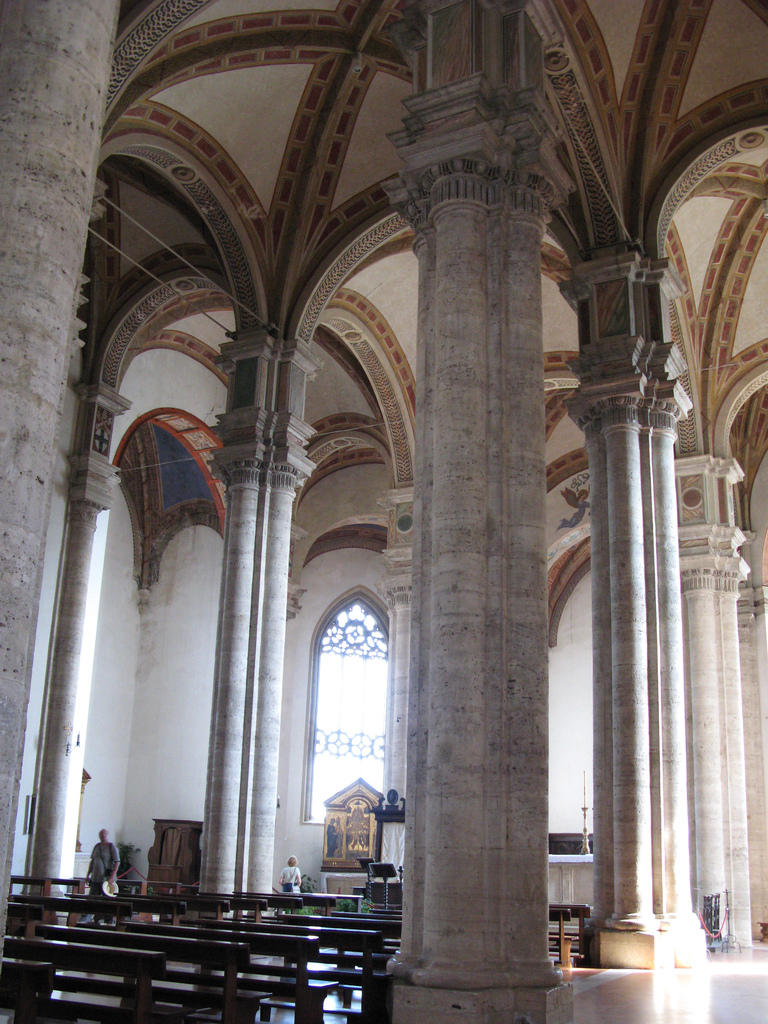
Інтер'єр собору
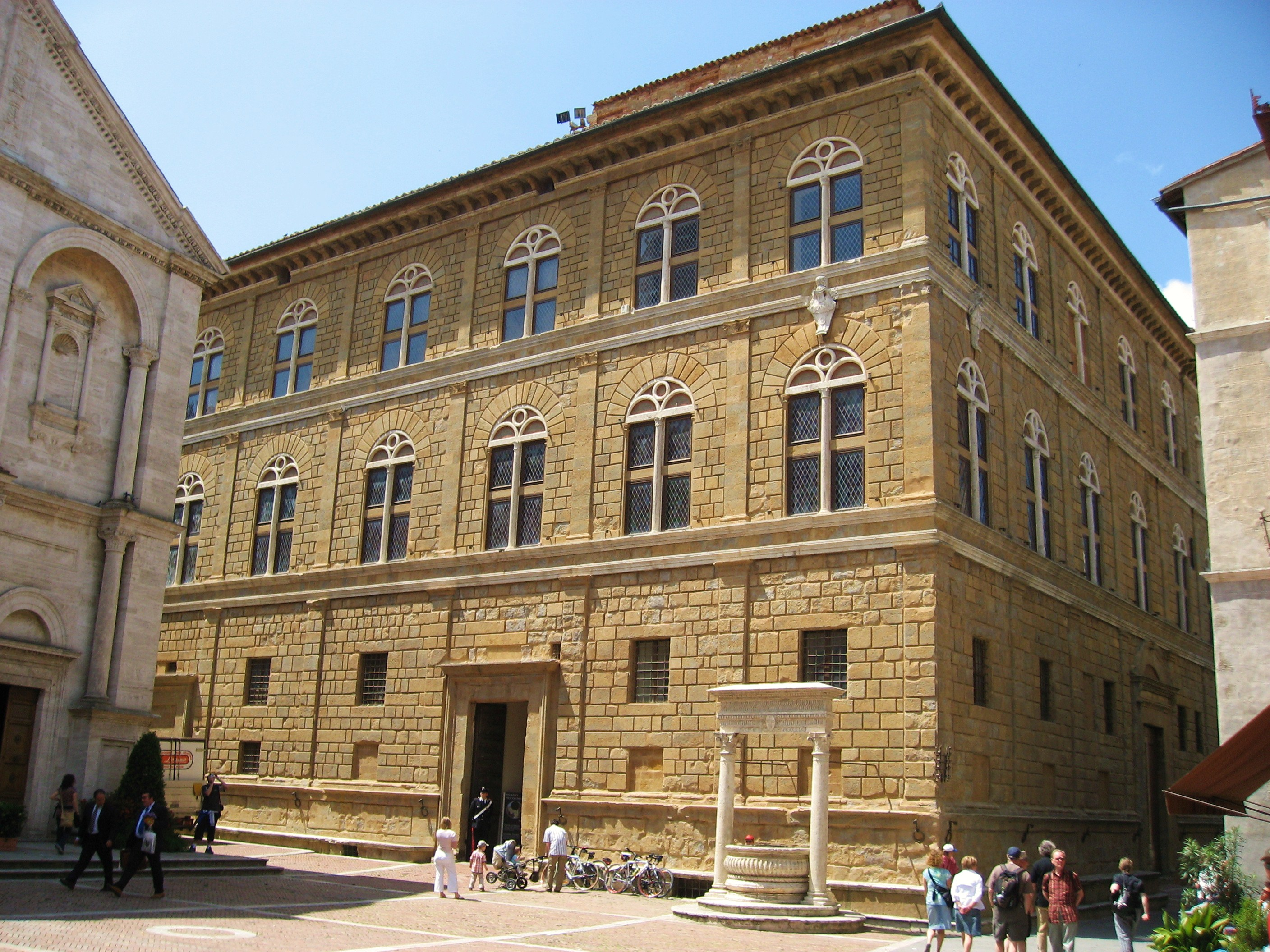
Палаццо Пікколоміні

## Скульптурні твори

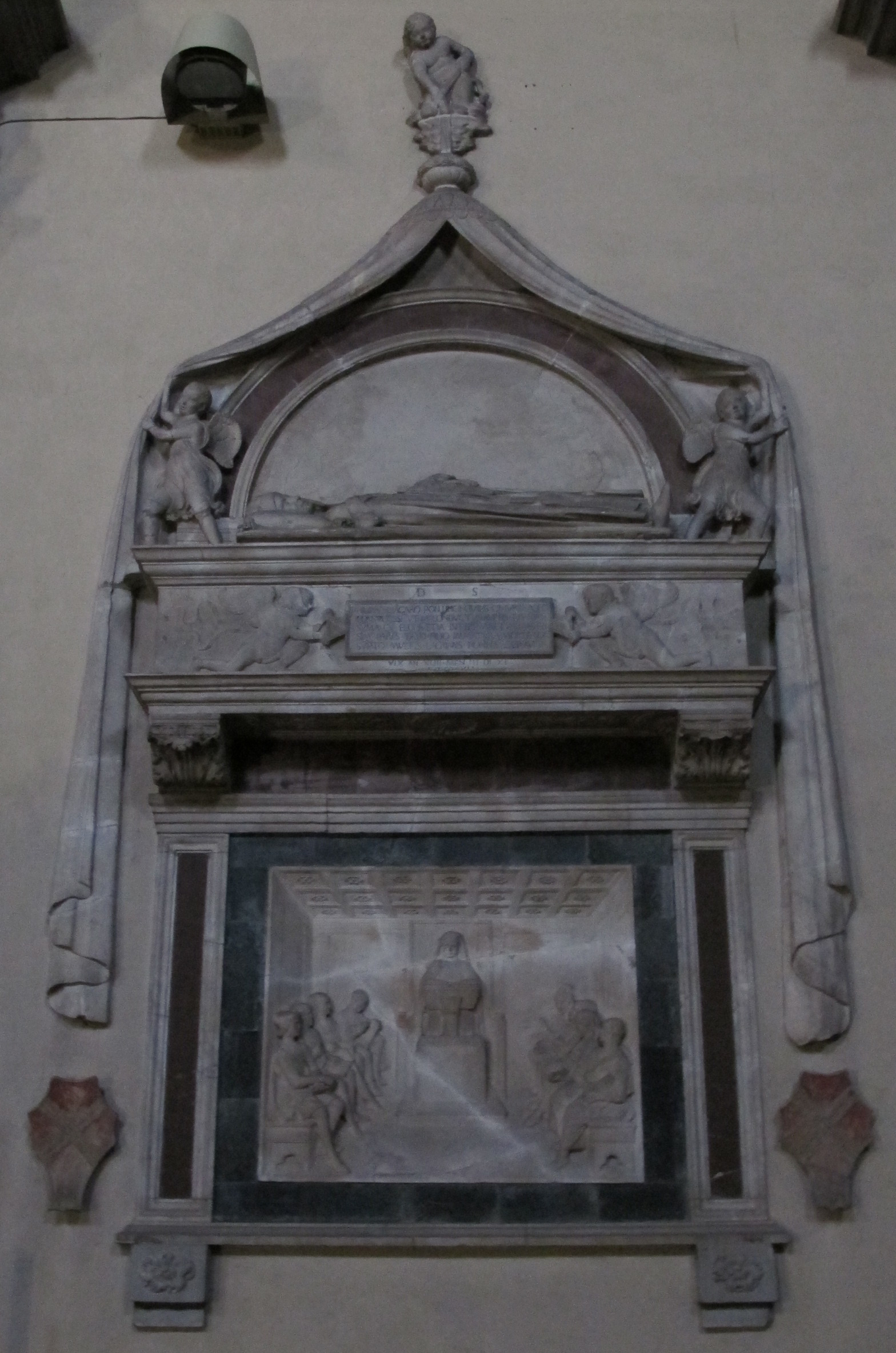
Надгробок Філіппо Лаццарі, церква Сан Доменіко, Пістойя
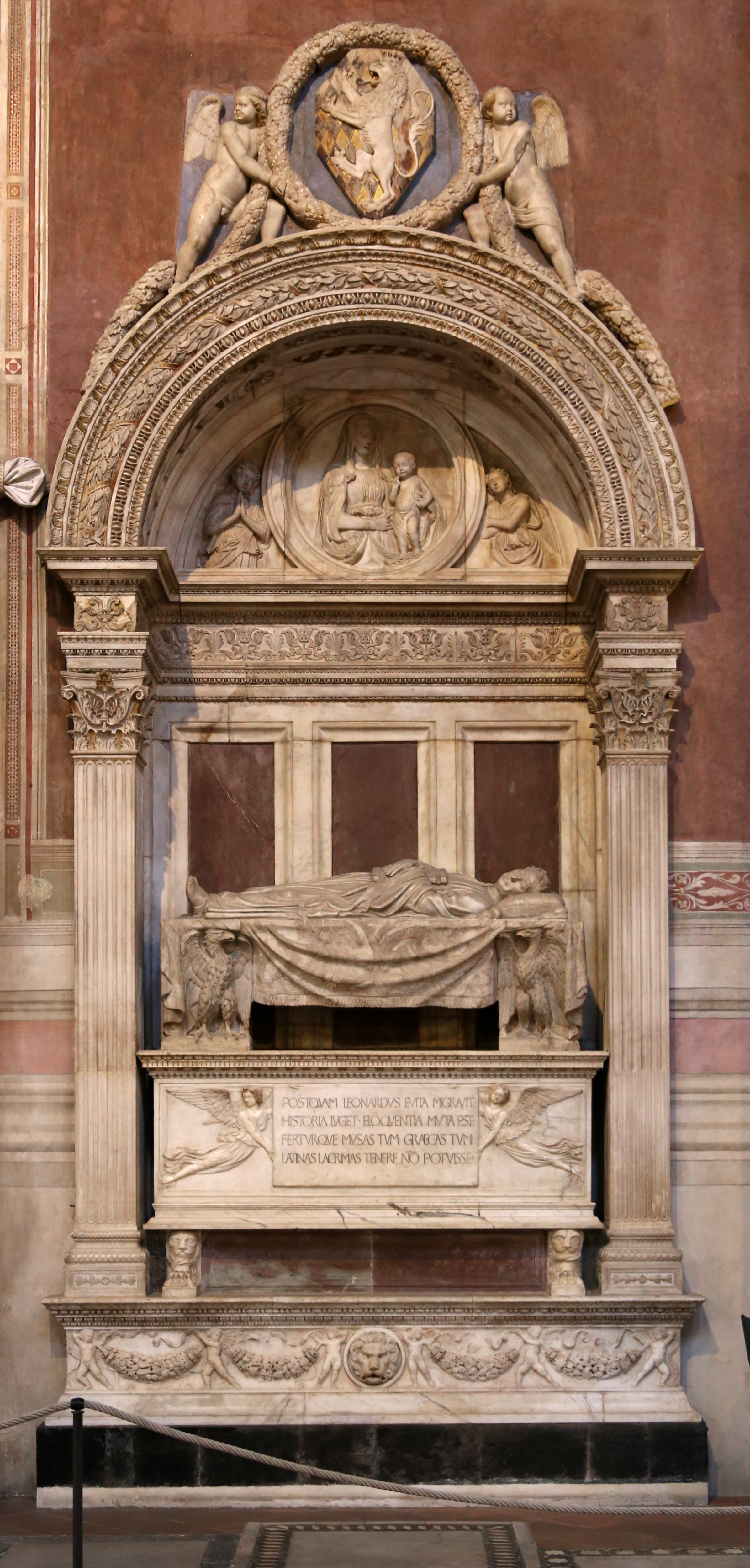
Надгробок канцлера Флоренції - Леонардо Бруні, церква Санта Кроче, Флоренція
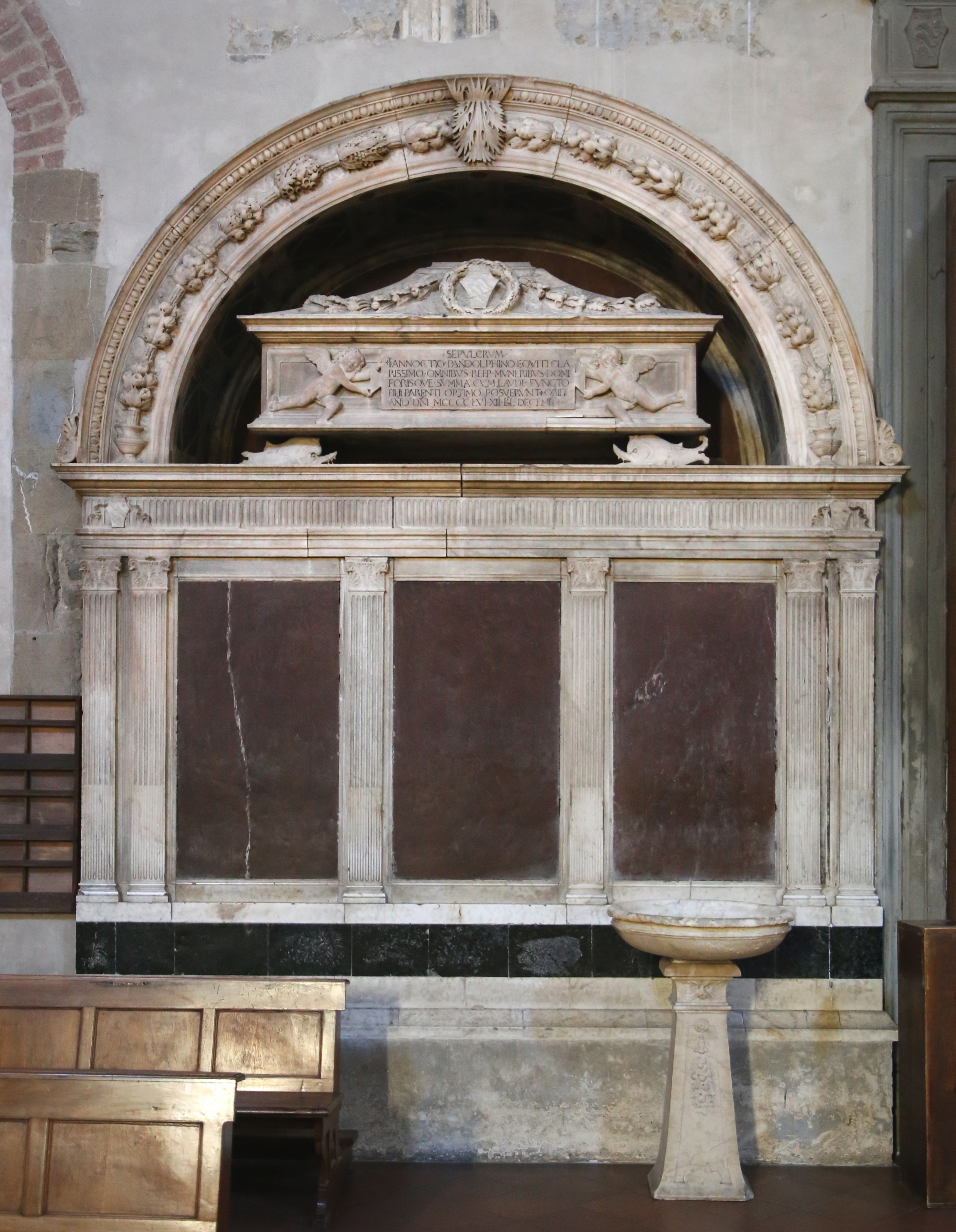
Надгробок Джаноццо Пандольфіні, Церква Бадья Фйорентіна, Флоренція